# ليلة موعد
ليلة موعد (بالإنجليزية: Date Night)‏ هو فيلم حركة تم إنتاجه في الولايات المتحدة وصدر في سنة 2010. الفيلم من إخراج شون ليفي.

## طاقم التمثيل
- ستيف كارل
- تينا فاي
- تاراجي بيندا هينسون
- مارك والبيرغ
- غال غادوت

## القصة
في مدينة نيويورك، وهي قضية خطأ في تحديد الهوية يتحول محاولة بضعة بالملل المتزوجة في أمسية ساحرة ورومانسية إلى شيء أكثر إثارة وخطورة.

## الميزانية والإيرادات
بلغت تكلفة إنتاج الفيلم حوالي 55 مليون دولار بينما حقق أرباحا تقدر بـ 152,269,033 دولار.

## وصلات خارجية
- ليلة موعد على موقع IMDb (الإنجليزية)
- ليلة موعد على موقع ميتاكريتيك (الإنجليزية)
- ليلة موعد على موقع الموسوعة البريطانية (الإنجليزية)
- ليلة موعد على موقع روتن توميتوز (الإنجليزية)
- ليلة موعد على موقع نتفليكس (الإنجليزية)
- ليلة موعد على موقع قاعدة بيانات الأفلام العربية
- ليلة موعد على موقع ألو سيني (الفرنسية)
- ليلة موعد على موقع Turner Classic Movies (الإنجليزية)
- ليلة موعد على موقع أول موفي (الإنجليزية)
- ليلة موعد على موقع بوكس أوفيس موجو (الإنجليزية)